# Federico de Dohna
Federico de Dohna (4 de febrero de 1621 en Küstrin - 27 de marzo de 1688 en Lutry , cerca de Lausana ) fue un noble alemán, un oficial de servicio holandés y gobernador del Principado de Orange . Más tarde también prestó servicios al Electorado de Brandeburgo . Cerca del final de su vida, eligió Suiza , donde era muy considerado, como su país adoptivo.

## Biografía
Era miembro de la línea Vianen de la noble familia von Dohna . Sus padres pertenecían a la comitiva del Elector Palatino Federico V, Elector Palatino durante su tiempo como Rey del Invierno en Bohemia . Su padre, Cristóbal de Dohna , era Lord Chambelán y consejero secreto en la corte de invierno del rey. Después de la caída de Federico, la familia huyó a Küstrin, donde nació Federico. Más tarde se mudaron a Carwinden, Delft y finalmente a Orange , donde Christopher fue gobernador desde 1629 en adelante.
Su madre era Úrsula de Solms-Braunfels. Su hermana, Amalia de Solms-Braunfels se había casado con el comandante militar holandés Frederick Henry, Príncipe de Orange . Así, Frederick estaba relacionado con el estandarte de Holanda.
Sus hermanos Cristián Alberto y Cristóbal  sirvieron como oficiales en el ejército de Brandeburgo-Prusia .

### Carrera militar
Federico mismo sirvió en el ejército de los Estados holandeses bajo el príncipe Enrique Casimiro II desde 1636. Finalmente fue ascendido a teniente general . El Príncipe Guillermo II, Príncipe de Orange  lo nombró gobernador de Orange en 1649. Esta fue una tarea difícil, debido a los disturbios en el principado y las luchas dentro de la familia Orange-Nassau . La situación se complicó aún más por el elector Federico Guillermo de Brandenburgo, que era pariente de la familia Orange-Nassau, y por el rey Luis XIV de Francia, que quería anexionarse el principado. Federico sirvió como gobernador, hasta que Francia anexó Orange en 1660.
En 1657, compró la baronía de Coppet en la región suiza de Vaud , en la costa norte del lago de Ginebra . En aquel entonces, Vaud aún no era un cantón separado, era un territorio en manos del cantón de Berna . Después de que Orange fue ocupada por Francia, Federico se mudó a Coppet y transformó el castillo de la ciudad en un castillo .
Prestó varios servicios diplomáticos para el elector Federico Guillermo I de Brandeburgo. Durante el período previo a la Guerra de los Nueve Años , intentó en vano convencer a Suiza de unirse a la Gran Alianza contra Luis XIV. Se las arregló para convencer a un número considerable de agricultores suizos de establecerse en Brandeburgo. Cuando en 1667 amenazó con atacar a Saboya , Federico mandó a las tropas en Ginebra . Era muy apreciado en Suiza y se le concedió la ciudadanía en el cantón de Berna .
Sus hijos fueron educados por el polímata Pierre Bayle .
Hacia el final de su vida, sufrió varios problemas médicos. Sus pies estaban paralizados, lo que le impidió regresar al servicio militar holandés. Sin embargo, aconsejó al nuevo titular, el Príncipe Guillermo III .
Murió el 27 de marzo de 1688 y, por instigación del gobierno de Berna, fue enterrado en Lausana .

## Matrimonio y Descendencia
En 1656, Federico se casó con Sperentia, una hija de Jean du Puy de Montbrun, conde de Ferrassières y de Pont-de-Vesle. Tuvieron los siguientes hijos juntos:
- Enriqueta Catalina Amalia (12 de noviembre de 1658 - 18 de septiembre de 1707), casada con Julio Enrique de Friesen (17 de junio de 1657 - 28 de agosto de 1706) en Epeysolles el 5 de mayo de 1680
- Federico Alberto (1659-1662)
- Luisa Antoineta (1 de octubre de 1660 - 16 de enero de 1716), casada con Federico Cristóbal, Burgrave de Dohna-Carwinden (7 de enero de 1664 - 15 de julio de 1727) en Ginebra el 15 de marzo de 1685
- Alejandro (1661-1728), casado:

en Wismar, el 29 de julio de 1684, a Luisa Amalia (20 de julio de 1661 - 2 de abril de 1724), una hija del hermano de Federico, Cristóbal.
En Reichterswalde el 25 de diciembre de 1725, a Juana Sofía de Dohna-Lauck (27 de agosto de 1682 - 2 de abril de 1735)
- Juan Federico, (9 de noviembre de 1663 - 24 de julio de 1712), marqués de Ferrassieres, teniente general del ejército holandés, casado:

el 14 de marzo de 1692 a Lady Helen McCarthy (1671 - 24 de abril de 1698)
el 5 de marzo de 1702 a la condesa Albertine Henriette de Bylandt (26 de octubre de 1673 - 1725)
- Enriqueta Ursúla (25 de enero de 1663 - 2 de mayo de 1712), casada en Detmold el 29 de marzo de 1695 con el conde Fernando Cristián de Lippe-Detmold (13 de septiembre de 1668 - 18 de octubre de 1724)
- Cristóbal (1665-1733), casado con Frederike Marie (21 de diciembre de 1660 - 22 de noviembre de 1729), hija del hermano de Frederick, Christian Albert

Sperentia Ginebra Magdalena (16 de mayo de 1668 - 2 de agosto de 1729)
Sofía Albertina (12 de agosto de 1674 - 23 de septiembre de 1746), casada en Schlobitten el 16 de abril de 1713 con Enrique Guillermo de Solms-Wildenfels-Laubach